# Ca l'Oriac
Ca l'Oriac és una obra del municipi de Teià (Maresme) inclosa en l'Inventari del Patrimoni Arquitectònic de Catalunya.

## Descripció
Edifici cobert amb una teulada a doble vessant i amb el carener perpendicular a la façana principal. Es tracta d'una masia de planta baixa i pis, amb una porta d'arc de mig punt adovellat situada a la banda esquerra del conjunt. També destaca la llinda de pedra d'una finestra, situada al mig del pis, en la que s'observa una petita motllura gòtica; els brancals també són fets amb carreus de pedra ben tallats i polits.
Es pot observar perfectament que a la banda dreta de la masia hi ha un annex que continua amb la línia d'inclinació de la teulada, i un altre a la banda esquerra que trenca amb l'estructura general.

## Història
La Casa és documentada des de l'any 1269, moment en què es troba sotmesa al lliurament d'un cens eclesiàstic al monestir de Sant Miquel del Fai. Tanmateix, la família Uriach no apareix relacionada amb la casa fins al segle xvi. Al segle xix, per extinció de la branca masculina, la casa passa a ser propietat de la família Sabater.